# Смъртта на заека
„Смъртта на заека“ е български игрален филм (драма) от 1982 година на режисьора Анри Кулев, по сценарий на Борис Христов. Оператор е Светлана Ганева. Музиката във филма е композирана от Райчо Любенов.

## Сюжет
Село от средата на 50-те години на 20-и век. Хората постепенно се изтеглят в града. Отиват си семействата, а през това време едно момче и едно момиче не бързат да се разделят с детството си, продължават игрите си и неусетно се сблъскват с първите сърдечни чувства. Майката на момчето отдавна е останала вдовица, но даже в своята самота тя излъчва нежност и душевна топлота. Един старец, съвсем грохнал, търси другар да изживее с него последните си дни, да бъде погребан с чест на гробището, което вече опустява. Всеки от героите сякаш носи в пазвата си като сгушен заек надеждата, че в града го очаква по-добър живот, че със заливането на селото от водите на новия язовир ще си отиде всичко старо и грозно...

## Актьорски състав
- Румена Трифонова – Стефана
- Любен Чаталов – Андреа
- Антон Радичев – Червенко
- Любомир Младенов – Братко
- Велико Стоянов – Ефрем
- Александър Дяков – Поп Дошо
- Мария Каварджикова
- Александър Благоев
- Илия Иванов
- Янка Влахова
- Васил Банов

## Награди
- Голямата награда „Южна пролет“, (Хасково, 1982).